# عروض كأس آسيا للسيدات 2026
عملية تقديم العطاءات لاستضافة كأس آسيا للسيدات 2026 هي العملية التي مِن خلالها اختير موقع كأس آسيا للسيدات العشرين.

## متطلبات الاستضافة
قدمت الاتحادات الأربعة التالية لكرة القدم رغبتها في استضافة البطولة بحلول الموعد النهائي المحدد في 31 يوليو/تموز 2022.
ومِن المُقرر أن تستمر البطولة بنظام البطولة التي أقيمت في كأس آسيا للسيدات 2022، حيث تشهد إقامة 27 مباراة بمشاركة 12 فريقاً.

## تأكيد العرض

### أستراليا
قدم الاتحاد الأسترالي لكرة القدم رسميًا طلب استضافة كأس آسيا للسيدات 2026. استضافت أستراليا في السابق بطولة كأس آسيا للسيدات 2006، التي كانت أول بطولة آسيوية كُبرى تُقام في البلاد بعد صعودها إلى عضوية الاتحاد الآسيوي لكرة القدم. كما استضافت أستراليا بطولة كأس العالم للسيدات 2023 بالاشتراك مع نيوزيلندا، وهي أول بطولة كبرى لكأس العالم للسيدات تُقام في بلدين. وبخلاف البطولتين الرئيسيتين، استضافت أستراليا أيضًا كأس العالم للشباب تحت 20 عامًا في عامي 1981و 1993، بالإضافة إلى كأس آسيا 2015.
اختيرت أستراليا كدولة مضيفة من قبل لجنة كرة القدم النسائية في الاتحاد الآسيوي لكرة القدم في 15 مارس/أذار 2024.

## العطاءات المنسحبة

### المملكة العربية السعودية
تقدم الاتحاد السعودي لكرة القدم رسميًا برغبته في استضافة البطولة. على النقيض مِن الدول الثلاث الأخرى المتقدمة باستضافة البطولة، اعتبر عرض المملكة العربية السعودية بمثابة مفاجأة، حيث انشأ فريقها النسائي مؤخرًا، فضلا عن أن البلاد لم تشارك حتى في أي تصفيات تنافسية منتظمة لكأس آسيا للسيدات. رغم أنها لم تستضيف أي مسابقة نسائية سابقة، استضافت المملكة العربية السعودية كأس القارات لكرة القدم من عام 2001 إلى عام 2021، بالإضافة إلى بطولة العالم للشباب لكرة القدم عام 1989. وفي 2 ديسمبر/كانون الأول 2022، تقدم الوفد السعودي بطلب استضافة نسخة 2026. في 23 فبراير/شباط 2024، انسحبت المملكة العربية السعودية مِن عرضها.
كان عرض المملكة العربية السعودية مثيرًا للجدل، بسبب وضع حقوق المرأة في البلاد؛ كانت هناك اتهامات للسعوديين باستغلال العرض في محاولة لتحسين صورة البلاد.

### الأردن
أعلن الاتحاد الأردني لكرة القدم أنه تقدم بِطلب استضافة البطولة. استضافت الأردن مؤخرًا بطولة كأس آسيا للسيدات 2018، هي أول بطولة كأس آسيا للسيدات تُقام في منطقة غرب آسيا. كما استضافت الأردن بطولة كأس العالم للسيدات تحت 17 سنة 2016، والتي كانت أيضًا الأولى في دولة غرب آسيوية وعربية.

### أوزبكستان
أعلن الاتحاد الأوزبكي لكرة القدم رسميًا عن ترشحه لاستضافة البطولة. لم تستضف أوزبكستان أي بطولة كُبرى لكبار السن سواء مِن الجنسين، لكنها استضافت العديد مِن بطولات الشباب الآسيوية، ولا سيما بطولة آسيا تحت 16 سنة 2008 و 2010، كأس آسيا تحت 23 سنة 2022، وكأس آسيا تحت 20 سنة 2023. في 23 فبراير/شباط 2024، انسحبت أوزبكستان أيضًا مِن عرضها. في 15 مارس/أذار، اختار الاتحاد الآسيوي لكرة القدم في النهاية أوزبكستان كمضيفة لكأس آسيا للسيدات 2029 والمتقدمة الوحيدة لاستضافة البطولة.